# Battaglia di Groznyj (1994)
La battaglia di Groznyj indica un fallito tentativo di colpo di Stato organizzato dall'opposizione cecena con l'appoggio della Federazione russa con l'intento di rovesciare il governo dell'allora presidente della Repubblica cecena di Ichkeria, Džochar Dudaev.
L'attacco fu portato da formazioni paramilitari raggruppate nel Consiglio provvisorio della Repubblica Cecena con il supporto di mezzi corazzati, forze aeree e unità militari russe. L'intenzione dei golpisti era di rimuovere il governo ceceno secessionista dalla Federazione russa, dopo la dichiarazione unilaterale di sovranità emessa dal parlamento nel 1991, e riportare la Cecenia sotto il controllo della federazione. I combattimenti infuriarono principalmente durante le prime dieci ore dall'inizio dell'operazione, per poi calare di intensità e infine terminare il giorno successivo. Il tentativo di rovesciare il governo Dudaev si risolse in un fallimento, la riannessione manu militari della Cecenia nella federazione venne quindi ritentata con l'invasione militare russa che di lì a poco avrebbe scatenato la prima guerra cecena.

## La prima guerra cecena
Nell'estate del 1994 i servizi di sicurezza della Federazione russa (ex KGB, in procinto di rinominarsi FSB) iniziarono un'attiva cooperazione con i leader dell'opposizione interna all'autoproclamata Repubblica cecena di Ichkeria. L'obiettivo era quello di promuovere un avvicendamento ai vertici della Cecenia ed il reintegro della piccola repubblica nel sistema federale. Una soluzione prettamente politica era parsa complicata fin dall'inizio, sia a causa dell'acceso indipendentismo del movimento nazionalista al potere, sia perché i precedenti tentativi militari organizzati da Mosca e volti ad intimorire la leadership di Groznyj avevano esacerbato la tensione fra i due paesi. La promozione di un colpo di Stato rappresentava quindi l'ultimo tentativo russo di riprendere il controllo della regione senza dover ricorrere ad un'invasione su larga scala. Riuniti i dissidenti nel Consiglio provvisorio della Repubblica Cecena sotto la guida di Umar Avturchanov (ex funzionario del Ministero dell'Interno sovietico) e Beslan Gantemirov (Sindaco di Groznyj), Mosca offrì non soltanto finanziamenti, ma anche armi ed equipaggiamento, incluse dotazioni pesanti.
Fin dall'agosto 1994 si accesero scontri sporadici fra le opposte fazioni, mentre l'opposizione organizzava una forza armata composta da svariate centinaia di uomini armati di veicoli corazzati e coperta dall'aeronautica russa di stanza in Ossezia del Nord. Un primo tentativo di raggiungere la capitale venne effettuato a cavallo tra il 15 e il 16 ottobre, quando due colonne di miliziani aggredirono il dispositivo di difesa lealista con una manovra convergente, culminata con una controffensiva delle truppe di Džochar Dudaev ed il fallimento dell'operazione. Frustrata dalla sconfitta, l'opposizione riprese a fare pressioni sul governo di Mosca affinché questo intervenisse attivamente nella risoluzione della crisi. Grazie anche all'intervento del Presidente del parlamento russo, il deputato di origini cecene Ruslan Chasbulatov, dalla Federazione giunse una nuova tranche di aiuti, comprendente equipaggiamento e personale qualificato per addestrare i miliziani. Alla fine di Ottobre, il Ministro della Difesa russo Pavel Gračëv ordinò la formazione di una task force ad hoc, reclutando unità direttamente dall'esercito regolare ed inquadrandole come mercenari fra gli insorti.

## L'attacco
Il 22 novembre il Consiglio provvisorio iniziò a predisporre l'offensiva militare, sotto la supervisione di ufficiali inviati da Mosca tra i quali spiccava il generale Gennadij Žukov. Una colonna corazzata russa penetrò in territorio ceceno, attestandosi vicino alla cittadina di Tolstoj-Jurt dove subì una prima imboscata ad opera di miliziani filogovernativi, perdendo due carri. Il giorno successivo, mentre era in marcia verso Urus-Martan, il reparto venne nuovamente attaccato, perdendo un altro mezzo corazzato. Nonostante tutto, gli insorti continuarono a sottovalutare la capacità delle forze governative di far fronte ad un massiccio attacco su Groznyj e dispiegarono il corpo principale, schierato a Nord, in modo tale che si congiungesse con la colonna corazzata in arrivo da Urus-Martan.
Nella mattinata del 26 novembre i ribelli entrarono nella capitale cecena, supportati dall'aviazione russa. Stando a quanto riferisce il comandante ceceno Dalkhan Kozayev, le forze attaccanti contavano 42 carri da battaglia T-72 8 veicoli corazzati per il trasporto delle truppe e numerosi altri mezzi blindati, in appoggio alla forza principale composta da circa 3 000 uomini.. Fonti russe riportano cifre simili ma in quanto al numero degli insorti parlano di una cifra variabile fra 1 000 e 1 500 Le forze attaccanti si trovarono contrapposte ad un esercito scarsamente armato, ma molto motivato e stretto intorno alla figura di Dudaev. Inoltre molti tra coloro che combatterono a difesa del governo legittimo provenivano dal cosiddetto "Abkhaz Battalion", composto dai veterani della guerra di Abkhazia e guidato da Shamil Besayev. Mettendo in atto le pratiche di guerriglia tipiche del combattimento urbano, le forze di difesa lasciarono penetrare a fondo gli attaccanti, sorprendendoli lungo il tragitto verso il centro cittadino con numerose imboscate. Il teorico vantaggio rappresentato dai mezzi blindati si trasformò ben presto in un grosso handicap per gli insorti, che rimasero inchiodati lungo le strette strade di Groznyj bersagliati da piccoli gruppi di fuoco appostati sui palazzi della città. In breve le formazioni attaccanti si sfaldarono, i reparti conversero in massima parte in Kirov Park, dove vennero decimati e disarmati.

## Perdite
Secondo le ricostruzioni l'armata ribelle venne completamente sbaragliata. Circa 300 uomini morirono sul campo, e quasi tutti i mezzi pesanti finirono distrutti o catturati. Quattro elicotteri di appoggio russi e un caccia Sukhoi Su - 25 vennero abbattuti mentre circa 70 militari russi finirono nelle mani dei lealisti, assieme a circa 130 insorti. Le poche unità operative ancora in grado di manovrare lasciarono la città dirigendosi verso il confine con la Federazione Russa.

## Conseguenze
La sconfitta dell'esercito filorusso cancellò ogni prospettiva di risoluzione della crisi che non fosse la guerra aperta. L'opposizione interna alla Cecenia venne spazzata via, mentre si delineava chiaramente la responsabilità di Mosca nella preparazione del fallito colpo di stato. Il governo ceceno mandò in diretta televisiva le immagini dei militari russi presi prigionieri e minacciò Boris El'cin di giustiziarli come spie qualora dalla Federazione Russa non fosse giunto un riconoscimento. Il 1º dicembre il governo russo riconobbe l'appartenenza dei prigionieri all'esercito regolare.
El'cin perse ogni speranza di risolvere la crisi con un conflitto a bassa intensità. La popolarità di Dudaev era alle stelle non soltanto in Cecenia, ma anche in tutto il Caucaso Settentrionale, ed iniziavano ad affluire nella piccola repubblica centinaia di miliziani da tutta la regione. Già il 28 novembre, appena fu chiaro che il colpo di stato era fallito, l'Alto Comando russo iniziò a predisporre i piani per un intervento diretto e su larga scala entro due settimane. Mentre il primo ministro Viktor Stepanovič Černomyrdin richiamò El'cin alla necessità di "restaurare l'ordine costituzionale nella Repubblica Cecena. Nello stesso giorno, un attacco aereo dell'aviazione russa metteva fuori combattimento ogni aereo militare o civile a disposizione del governo ceceno, rendendo inagibili le piste di decollo dell'aeroporto di Groznyj e della base militare di Khankala. Il giorno successivo Mosca inviò un ultimatum a Dudaev, intimandolo di disarmare entro 48 ore tutte le "formazioni armate illegali" e di rilasciare tutti i prigionieri. Il 10 dicembre le unità militari di stanza nelle regioni adiacenti alla Cecenia (Daghestan, Inguscezia e Ossezia del Nord) bloccarono le frontiere, dando inizio alla prima guerra cecena.